# Rusty Young

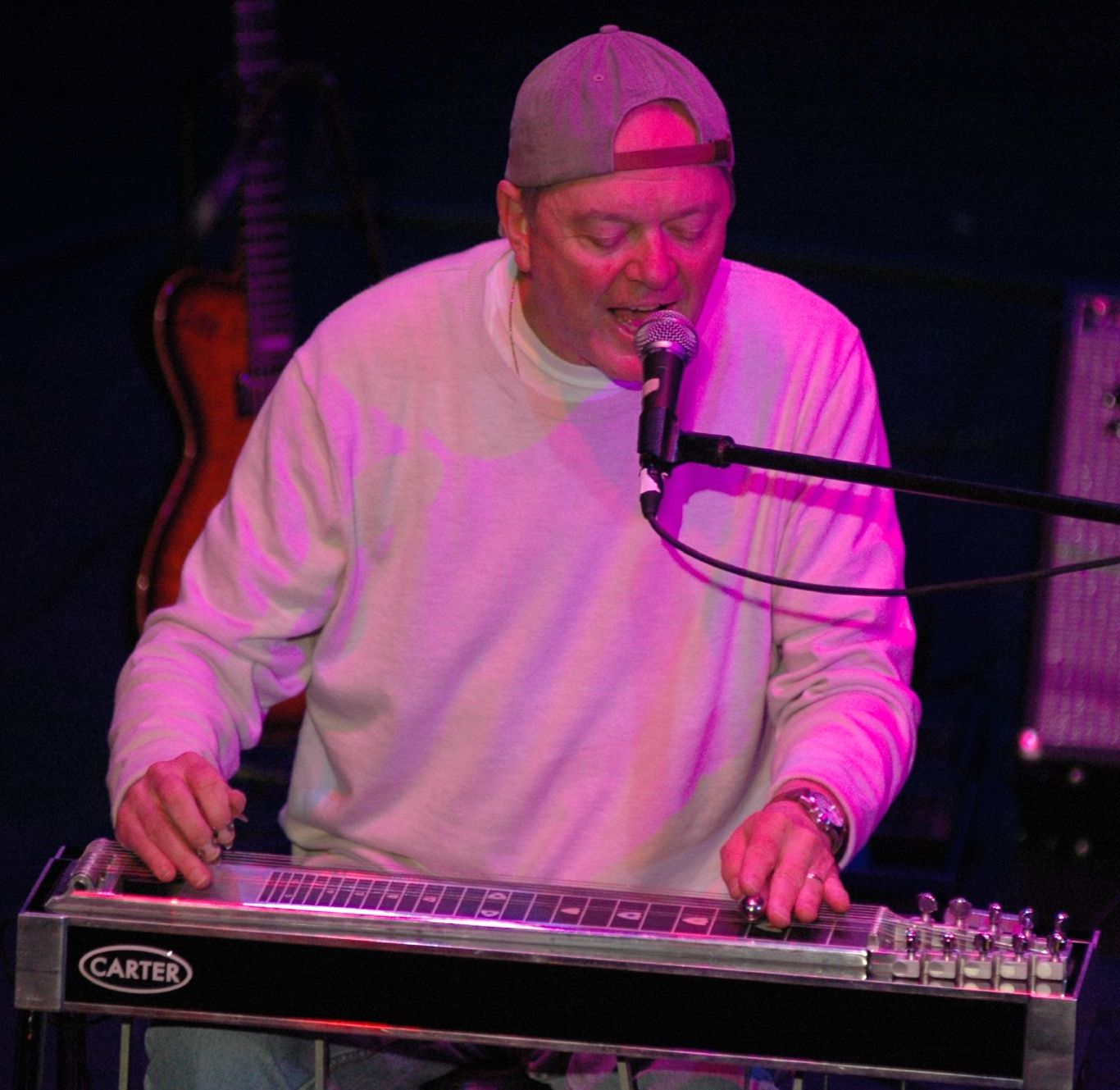
Rusty Young (2007)

Norman Russell „Rusty“ Young (* 23. Februar 1946 in Long Beach (Kalifornien); † 14. April 2021) war ein US-amerikanischer Musiker und Pedal-Steel-Gitarrist. Young wurde vor allem als Mitglied der Band Poco bekannt.

## Leben
Young verbrachte seine Kindheit im US-Bundesstaat Colorado. Während seiner Schulzeit gab er Gitarrenunterricht und spielte in Late-Night-Bars. Auch war er ein frühes Mitglied der Rockband Boenzee Cryque und von The Sky Kings
Young starb am 14. April 2021 im Alter von 75 Jahren an einem Herzinfarkt.

## Diskographie außer Poco
- 1970:  Buddy Emmons and Jay Dee Maness and Red Rhodes and Sneaky Pete and Rusty Young: Suite Steel - The Pedal Steel Guitar Album, Elektra Records[5]
- 2000: with Sky Kings: From Out of the Blue
- 2014: with Sky Kings: 1992[6]
- 2017: Waitin' For The Sun, Blue Élan Records[7]